# جزیره شگفت‌انگیز
جزیره شگفت‌انگیز (به انگلیسی: Wonder island) فیلمی هندی محصول سال ۲۰۰۵ و به کارگردانی وینایان است. در این فیلم بازیگرانی همچون گونیس پاکرو، پریتویراج سوکوماران، جاگاتی اسریکومار، جاگادیش و کالپانا ایفای نقش کرده‌اند.